# Imbituba
Imbituba este un oraș în Santa Catarina (SC), Brazilia.